# كليمنت هيل
كليمنت هيل (2 يوليو 1904 في أستراليا - 21 مايو 1988) (بالإنجليزية: Clement Hill)‏ هو لاعب كريكت أسترالي.

## وصلات خارجية
- كليمنت هيل على موقع إي آس بي آن كريك إنفو (الإنجليزية)